# Резерват биосфере Циенага де Запата
Резерват биосфере Циенага де Запата (шп. Parque Nacional Ciénaga de Zapata) један је од националних паркова Кубе који се налази на полуострву Запата у јужном делу покрајине Матанза. Око 75% територије парка представљају мочваре и лагуне, које спадају у највеће мочварно подручје на Карибима. Парк је проглашен за резерват биосфере и заштићен је Рамсарском конвенцијом резерват је укључеен у светску мрежу резервата биосфере под протекторатом УНЕСКО-а.

## Положај, пространство
Положај
Резерват биосфере Циенга де Запата заузима цео јужни део полуострва Запата у јужном селу покрајине Матанзас, у општинама  Unión de Reyes, Jaguey Grande и Caliente. Простире се на површини од 452.000 хектара.
Географски положај
- Северна географска ширина: 81° 41′ 26″
- Источна географска дужина: 22° 24′ 26″

Пространство
Простире се на површини од 4.354,3 km². Пружа се од истока према западу, између Punta Gorda и Jagua у дужини од 175 км.  Просечно је широк 16 км. Максималне ширина парка је 58 км (мерено у правцу север —југу, од Sur de Torrente fino до Cayo Miguel).

## Врста заштите
Природни резерват биосфере или Национални парк Циенага де Запата, је заштићено подручје, од посебног значаја, под протекторатом УНЕСКО-а. Резерват је обухваћен Рамсарском  конвенцијом  о мочварама међународне важности као хабитат водених птица, од 2. фебруара 1971. године усвојене у иранском граду Рамсару. Тиме је према споразум националних влада који упоставља међународну сарадњу при заштити мочвара, њихових функција и биолошке разноврсности, обухваћен и овј резерват.

## Флора и фауна
Флора
Фауна